# 10야드 파이트
《10야드 파이트》(10-Yard Fight, 10ヤードファイト)는 아이렘이 개발하고 타이토에서 출시한 미식축구 게임이다. 1983년 12월 아케이드로 처음 생산되었으며, 일본에서는 아이렘이, 북미에서는 타이토가, 유럽에서는 일렉트로코인이 출시하였으며, 1985년에 패미컴으로, 1987년에는 일본 전용으로 MSX로 출시되었다. 서독에서는 ADP Automaten GmbH이 출시했다.

## 게임 플레이
이 게임은 상하 관점에서 수직적으로 스크롤 되는 게임으로, 전체 선수들을 한 번에 컨트롤 해야 한다. 플레이어는 공격 또는 수비를 위한 플레이를 선택하지 못하며 공격 시, 플레이어는 스냅 시 공을 받기만 하고 쿼터백과 함께 뛰거나, 공을 러닝백으로 던지거나, 리시버에게로 던질 수 있다. 수비에서 플레이어는 두 선수 중 한 명을 선택하여 조종하고, 컴퓨터는 다른 한 명을 조종한다. 공을 펀칭하거나 필드골을 시도할 수도 있다는 특징이 존재하며 터치다운을 위해 반환되는 킥오프를 받을 경우 플레이어가 2만점을 획득한다.
플레이어는 상대방을 밀칠 수 있으며 이때 심판은 경기를 중지시키면서 "레디, 셋 앤 컷, 컷, 컷, 컷!"이라고 말한다.
게임은 총 5가지 라운드로 구성되어 있으며, 고등학교, 대학교, 프로, 플레이오프, 그리고 슈퍼볼 순으로 난이도가 높아진다. 이식본에서는 난이도를 선택해 플레이할 수 있다.

## 이식
이 아케이드 게임은 이후 일본에서 아이렘에 의해 패미컴으로 이식되었고, 이후 1985년 닌텐도에 의해 북미와 유럽에서 닌텐도 엔터테인먼트 시스템 (NES)으로 발매되었다. 아케이드 게임도 아이렘에 의해 MSX 가정용 컴퓨터로 포팅되었지만, 일본에서만 출시되었다.
게임의 아케이드와 NES 버전에는 그래픽적으로는 비슷하지만 몇 가지 근본적인 차이가 있다. 아케이드 버전은 단지 공격만을 추구하며 팀이 터치다운을 시도하고 플레이어를 다음 단계로 이끈다. NES 버전은 수비와 공격, 그리고 동시에 2인 모드가 가능하도록 개발되었다.
10야드 파이트는 쿵푸와 함께 닌텐도가 원래 개발하지 않은 두 개의 NES 출시 타이틀 중 하나였다. 두 게임 모두 아이렘이 처음 개발한 오락실용 게임이며 닌텐도가 NES 포트 쿵푸를 개발했지만, 아이렘은 시스템의 10야드 파이트만을 이식 출판했다.
2018년 5월 2일 햄스터가 아케이드 아카이브 시리즈의 일환으로 닌텐도 스위치용 이식본을 출시했다.

## 평가
일본에서는 게임 머신지가 1984년 1월 1일자 10야드 파이트를 이달의 최고 매출을 달성한 테이블 아케이드 캐비닛으로 선정했으며  이후 1984년 3월에 일본의 테이블 아케이드 게임 차트에서 1위를 차지했다.
피츠버그 포스트 가제트는 이를 "풋볼 게임의 선구자"라고 칭했다.  Sports Illustrated의 아담 두에르손은 아무도 그것을 기억하지 못했거나 무엇이 그것을 훌륭하게 만들었는지 말할 수 없었지만, 이것이 아타리 시대에서 풋볼 게임을 이끌어냈다는 사실은 인정받을 가치가 있다고 언급하며 향후 풋볼 게임의 한 획을 남겼다고 평가했다.  UGO Networks의 아담 스위더스키는 이전 풋볼 타이틀에 비해 "단순히 발전된 수준"이라고 말했다. 그는 이 곡이 깔끔하고 좋은 사운드트랙을 가지고 있지만 "진짜 풋볼"처럼 연주되지는 않았다고 덧붙였다. N-Sider는 선수들의 시간을 늘리기 위해 첫 번째 다운 레이싱을 목표로 했기 때문에 풋볼보다는 레이싱 게임에 가깝다고 말했다. 그러나 작가 Bj Klein은 테크모 보울보다 덜 현실적이라고 말했다.저널 뉴스는 이것을 "불멸의 고전"이라고 칭했다.